# Opera Philadelphia
L'Opera Philadelphia, prima del 2013 Opera Company of Philadelphia (OCP), è una compagnia operistica americana con sede a Filadelfia, Pennsylvania ed è l'unica compagnia della città a produrre grandi opere. L'organizzazione produce ogni anno cinque produzioni liriche complete, comprendendo opere dal XVII al XXI secolo. La famosa Academy of Music, il più antico teatro d'opera, utilizzato senza interruzione per il suo scopo originale negli Stati Uniti, è attualmente la sede di tre spettacoli della compagnia; due produzioni di opera da camera sono prodotte al Perelman Theatre del Kimmel Center. La compagnia è guidata da David Devan, che è stato nominato direttore generale nel 2011.

## Storia
L'Opera Company of Philadelphia fu fondata nel 1975 con la fusione della Philadelphia Lyric Opera Company (PLOC) e della Philadelphia Grand Opera Company (PGOC); due organizzazioni che hanno gareggiato tra loro per molti anni. Adele W. Paxson, che era a capo della PLOC, fu nominata primo presidente del consiglio di amministrazione della compagnia, una posizione che ricoprì per molti anni. Max Leon, direttore d'orchestra e direttore generale della PGOC, divenne il primo direttore generale della compagnia e Carl Suppa divenne il primo direttore artistico. Tutte e tre le persone erano in gran parte responsabili per l'organizzazione, la pianificazione e l'esecuzione della fusione. Nel 1976 l'azienda presentò la prima mondiale di The Hero di Gian Carlo Menotti.
Alla fine della stagione 1977-1978 Leon e Suppa lasciarono la compagnia. Di conseguenza, J. Edward Corn fu nominato secondo direttore generale della compagnia; successivamente Julius Rudel divenne consulente artistico. Nel 1980 Corn lasciò la compagnia per diventare direttore del nuovo programma di opera e musical National Endowment for the Arts. Margaret Anne Everett, direttrice dei servizi educativi e comunitari dell'OCP dal 1977, fu inizialmente nominata direttore dell'agenzia e successivamente diventò ufficialmente il terzo direttore generale dell'azienda. Rimase in quella posizione per quattordici anni.
Nel marzo 1990 Everett si dimise dal suo incarico e Jane Grey Nemeth, l'allora direttore della Luciano Pavarotti International Voice Competition dell'OCP, diventò direttore generale della compagnia. Nel gennaio 1991 la compagnia nominò Robert B. Driver direttore generale. La struttura di gestione della compagnia cambiò più volte durante il periodo di Driver con la compagnia, dapprima fu direttore artistico titolare dal 2000 al 2004 e direttore generale e artistico dal 2004 al 2009. Il 31 marzo 2009 fu annunciato che Driver sarebbe tornato al posto di direttore artistico, e David B. Devan, amministratore delegato dell'OCP dal gennaio 2006, avrebbe funto da direttore esecutivo dell'OCP. Devan fu nominato direttore generale nel febbraio 2011.
Nel 2013 l'OCP si ribattezzò Opera Philadelphia e adottò un nuovo logo.